# Opoj

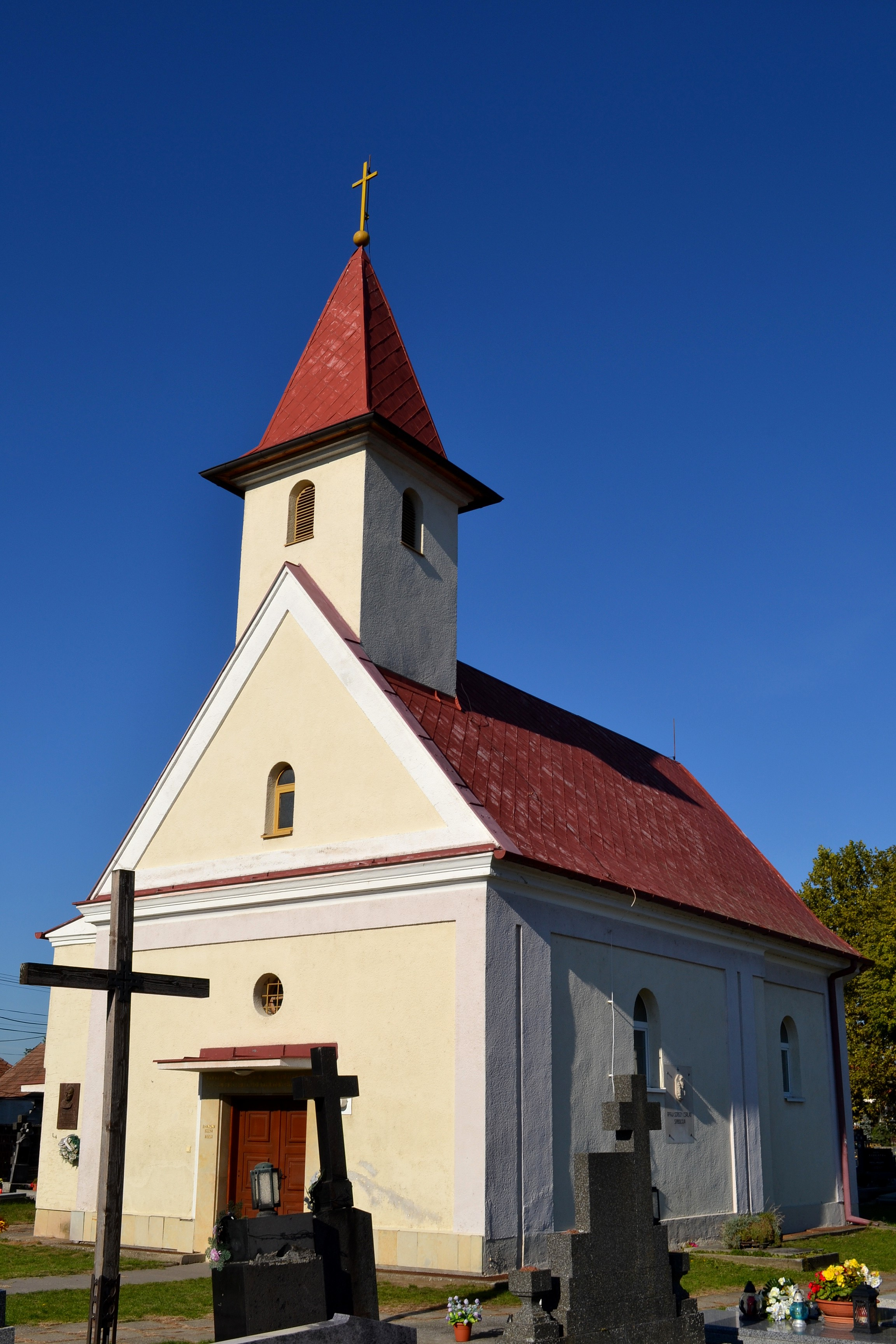
Kerk

Opoj (Hongaars: Apaj) is een Slowaakse gemeente in de regio Trnava, en maakt deel uit van het district Trnava.
Opoj telt 892 inwoners.